# Agriphila
Agriphila là một chi nhỏ gồm các loài bướm đêm thuộc họ Crambidae. Chúng thường xuất hiện ở vùng Eurasia ôn hòa và các vùng phụ cận. Dù chi này đã được đề xuất năm 1825, nó đã không được công nhận rộng rãi cho đến giữa thế kỷ 20. Do đó phần lớn loài trong chi này ban đầu đã được xếp vào chi Crambus.

## Các loài chọn lọc
| - Agriphila aeneociliella (Eversmann, 1844) - Agriphila anceps (Grote, 1880) - Agriphila angulata (Barnes & McDunnough, 1918) - Agriphila argentistrigella (Ragonot, 1888) - Agriphila atlantica (Wollaston, 1858) - Agriphila attenuata (Grote, 1880) - Agriphila beieri Bleszynski, 1953 - Agriphila biarmica (Tengström, 1865) - Agriphila biothanatalis (Hulst, 1886) - Agriphila bleszynskiella Amsel, 1961 - Agriphila brioniella (Zerny, 1914) - Agriphila costalipartella (Dyar, 1921) - Agriphila cyrenaicella (Ragonot, 1887) - Agriphila dalmatinella (Hampson, 1900) - Agriphila deliella (Hübner, [1813]) - Agriphila geniculea - Agriphila impurella (Hampson, 1896) - Agriphila indivisella (Turati & Zanon, 1922) - Agriphila inquinatella | - Agriphila latistria - Agriphila microselasella Bleszynski, 1959 - Agriphila paleatella (Zeller, 1847) - Agriphila plumbifimbriella (Dyar, 1904) - Agriphila poliella (Treitschke, 1832) - Agriphila reisseri Bleszynski, 1965 - Agriphila ruricolella (Zeller, 1863) - Agriphila sakayehamana (Matsumura, 1925) - Agriphila satakei Okano, 1962 - Agriphila selasella - Agriphila straminella - Agriphila tersella (Lederer, 1855) - Agriphila tersella hungarica (A.Schmidt, 1909) - Agriphila tolli (Bleszynski, 1952) - Agriphila trabeatella (Herrich-Schäffer, [1848]) - Agriphila tristella - Agriphila undata (Grote, 1881) - Agriphila vasilevi Ganev, 1983 - Agriphila vulgivagella (Clemens, 1860) |

## Hình ảnh

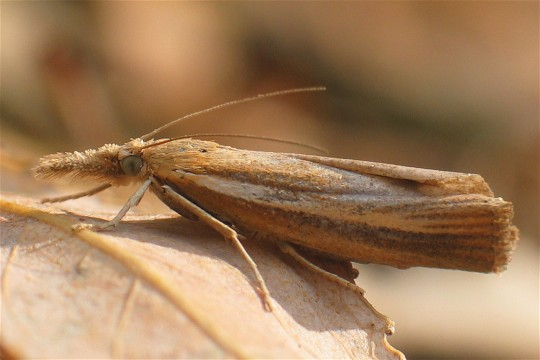
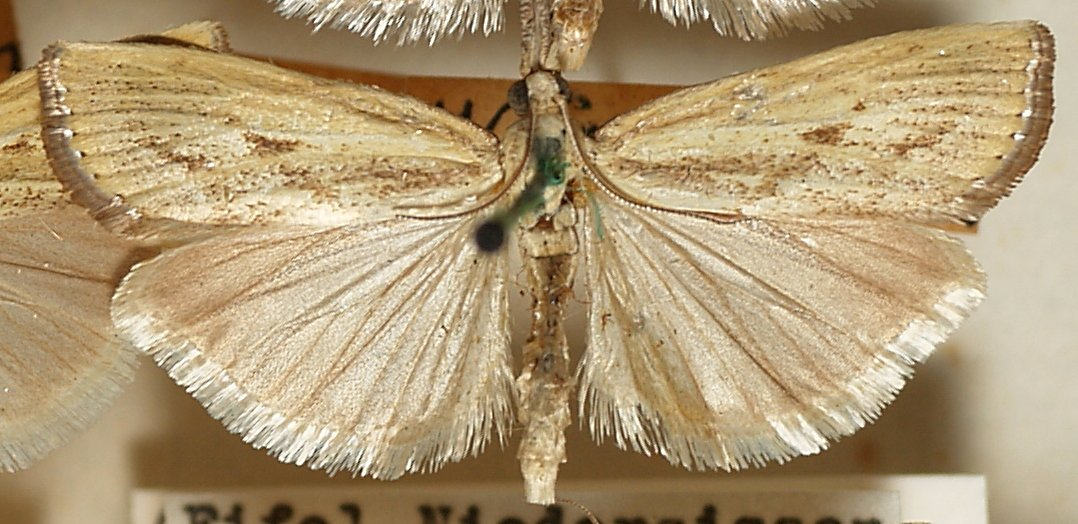